# Lilian Garcia
Lilian Annette García (* 19. August 1966 in Madrid, Spanien) ist eine US-amerikanisch-spanische Sängerin und Ringsprecherin bei Wrestling-Veranstaltungen.

## Leben
Geboren wurde sie in Madrid, Spanien, wo ihr Vater bei der US-amerikanischen Botschaft arbeitete und sie ihre ersten acht Lebensjahre verbrachte. Danach zog ihr Vater zurück in die USA und mit ihm seine Familie. Sie begann schon sehr früh zu singen. Die US-Nationalhymne sang sie häufig bei Spielen der Basketball-Nationalliga sowie bei den olympischen Spielen von 1996. 2007 erschien ihr erstes Musikalbum, das den spanischen Titel Quiero Vivir trägt.

## WWE-Karriere
Im Jahr 1999 unterschrieb Garcia einen Vertrag als Ringsprecherin beim Wrestling-Marktführer World Wrestling Entertainment (WWE, früher: World Wrestling Federation). Dort trat sie in den von der WWE produzierten Wrestling-Shows Raw und Superstars auf.
Am 1. August 2016 gab Garcia über Instagram bekannt, dass sie fortan nicht mehr als Ringsprecherin bei der WWE tätig sein wird, da sie sich um ihren krebskranken Vater kümmern möchte.
 Bei der Monday Night RAW Ausgabe vom 21. Oktober 2024 feierte Garcia ihre Rückkehr als Ringsprecherin.

## Diskografie
- 2007: ¡Quiero Vivir! (Universal Music Latino)